# Iami

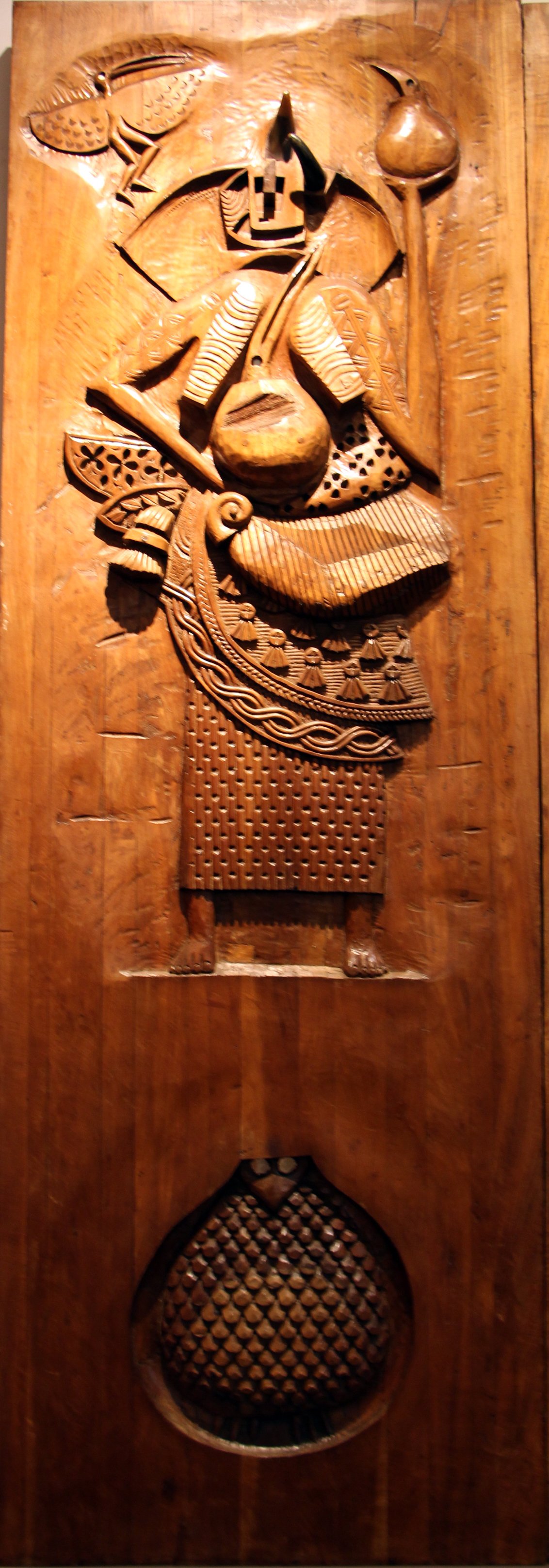
Iyami Oxorongà por Carybé;

Iami ou Iami-Ajé (Iyá Mi Ajé = Minha Mãe Feiticeira) também conhecida por Iami Oxorongá (Ìyámi Oxorongá) - é a sacralização da figura materna, por isso seu culto é  envolvido por tantos tabus. Seu grande poder se deve ao fato de guardar o segredo da criação. Identificada no jogo do merindilogum pelo odu oxê

## História
Tudo que é redondo remete ao ventre e, por consequência, as Iamis. O poder das grandes mães é expresso entre os orixás por Oxum, Iemanjá e Nanã, mas o poder de Iami é manifesto em toda mulher, que, não por acaso, em quase todas as culturas, é considerada tabu.
Iami na forma de pássaro (Coruja Rasga-Mortalha ou coruja rasgadeira) pousa nas árvores favoritas durante a noite principalmente na jaqueira (Artocarpus heterophyllus). Contam os antigos africanos que quando a coruja rasgadeira sobrevoa fazendo seu ruído característico ou aproxima-se de uma casa é porque vai morrer alguém. 

## Iami Abá

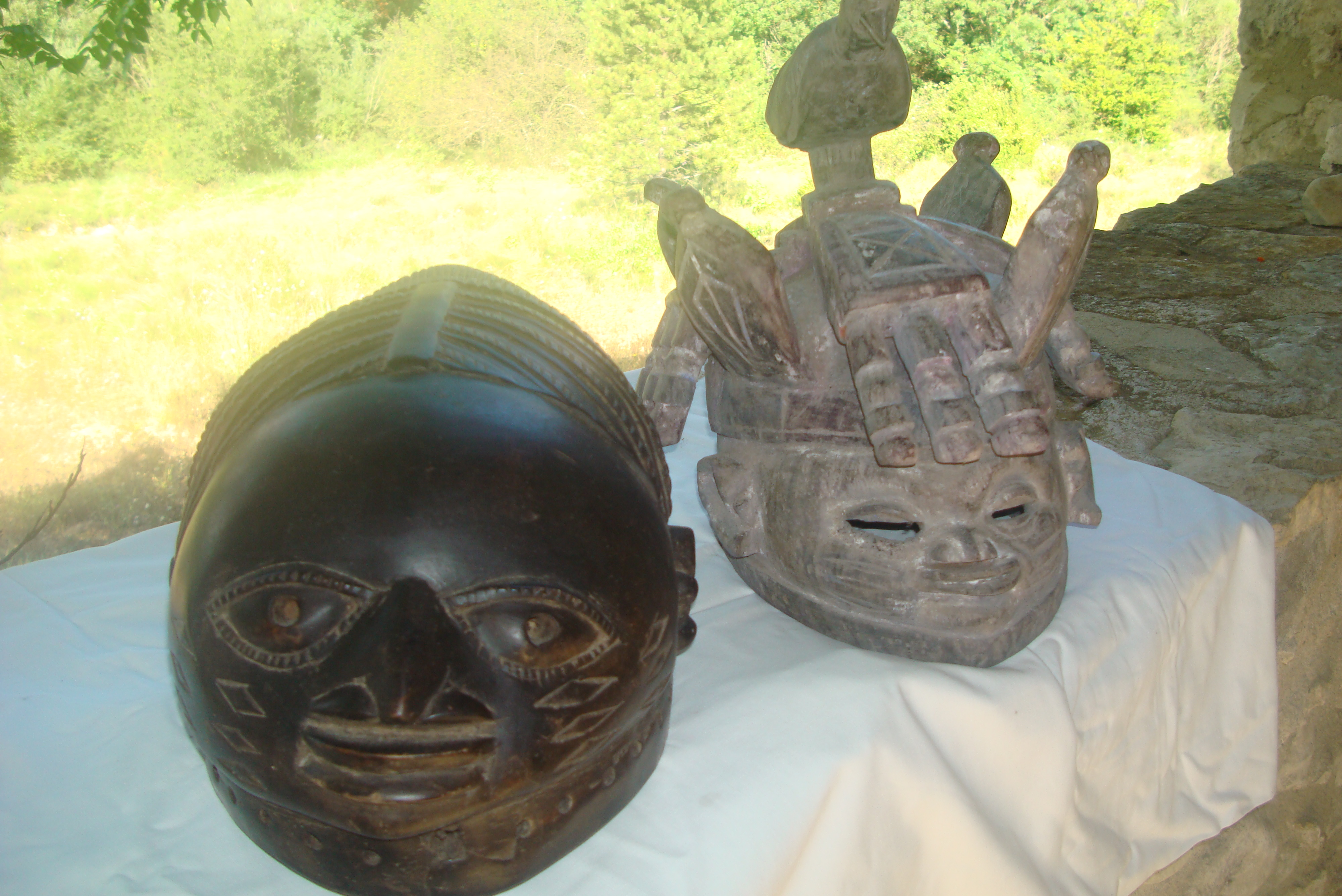
Mascaras de Guelede usadas nos rituais de Iami

- Aulo Barretti Filho, escreve em O Culto dos Eguns no Candomblé: "Os mortos do sexo feminino recebem o nome de Iami Abá (Ìyámi Agbá; minha mãe anciã), mas não são cultuados individualmente. Sua energia como ancestral é aglutinada de forma coletiva e representada por Iami Oxorongá (Ìyámi Oxorongá) chamada também de Ianlá, a grande mãe. Esta imensa massa energética que representa o poder da ancestralidade coletiva feminina é cultuada pela sociedade Guelede, compostas exclusivamente por mulheres, e somente elas detêm e manipulam este perigoso poder. O medo da ira de Iami nas comunidades é tão grande que, nos festivais anuais na Nigéria em louvor ao poder feminino ancestral, os homens se vestem de mulher e usam máscaras com características femininas, dançam para acalmar a ira e manter, entre outras coisas, a harmonia entre o poder masculino e o feminino."

- Para Sergio Ferretti (1989:186) o culto a Vodum Nochê Naê no Maranhão pode ser comparado ao das Iamis-Oxorongá da Nigéria, Benim e outras regiões da África - mães ancestrais respeitadas e temidas, que não incorporam e que têm o poder de se transformar em pássaro.

- É um orixá apenas assentado para ser cultuado pela comunidade, não é um orixá de iniciação, por ser uma energia  ancestral aglutinada de forma coletiva. Representa todas as mães mortas e ninguém pode incorporá-las ou manifestá-las.